# Magyar Autonóm Tartomány
A Magyar Autonóm Tartomány (MAT, románul: Regiunea Autonomă Maghiară) 1952. szeptember 21-én szovjet nyomásra jött létre Romániában, Marosvásárhely központtal. 1960-ban átalakították, elcsatolva déli részét és hozzáadták a nyugati részen az addig Kolozs tartományhoz tartozó marosludasi rajont, ezáltal létrehozva a Maros-Magyar Autonóm Tartományt.
Létét az újonnan elfogadott román alkotmány szavatolta. Sztálin addig nem volt hajlandó rábólintani az új román alkotmányra, amíg az elő nem írta a MAT létrehozását.

## Történeti áttekintés
Észak-Erdély 1940. augusztus 30-i Magyarországhoz való visszacsatolása után a székelyföldi magyarok újból a magyar államhoz kerültek, de hamarosan olyan háborús idők következtek, hogy szó sem lehetett a székely önkormányzatiság újraélesztéséről. 1944. augusztus 23-án Románia átállt a szövetségesek oldalára. Ezt követően 1944 őszétől folyamatos atrocitások érték az észak-erdélyi magyarokat, köztük a tömbben élő székelyeket is. A sorozatos atrocitások miatt 1944. november 14-én szovjet katonai közigazgatást vezettek be Észak-Erdélyben.
A második világháborút követő béketárgyalásokon nem merült fel a székely autonómia kérdése, de a magyar békedelegáció határrevíziót követelő javaslatai elgondolkodtathatták a román politikusokat, mert jóval később már ők is belátták, hogy rendezni szükséges a székely kérdést. A második világháborút magyar szempontból lezáró 1947. február 10-i párizsi békeszerződésalapján a Székelyföld, Észak-Erdély többi részével együtt, újra Romániához került és ezt követően az erdélyi magyarokat egyre jobban visszaszorították.
Az 1948. január 25-én tartott népszámlálás adatai szerint a négy székely megyének (Maros, Udvarhely, Csík és Háromszék) összesen 740 381 lakosa volt. Udvarhelyen 97,3%, Háromszéken 87,7%, Csíkban pedig 86,9%-os volt a magyar anyanyelvűek aránya. A Mezőség felé terjedő, közel 330 ezres összlakosságú Maros megyében a magyarok csekély többségben voltak (50,8%).

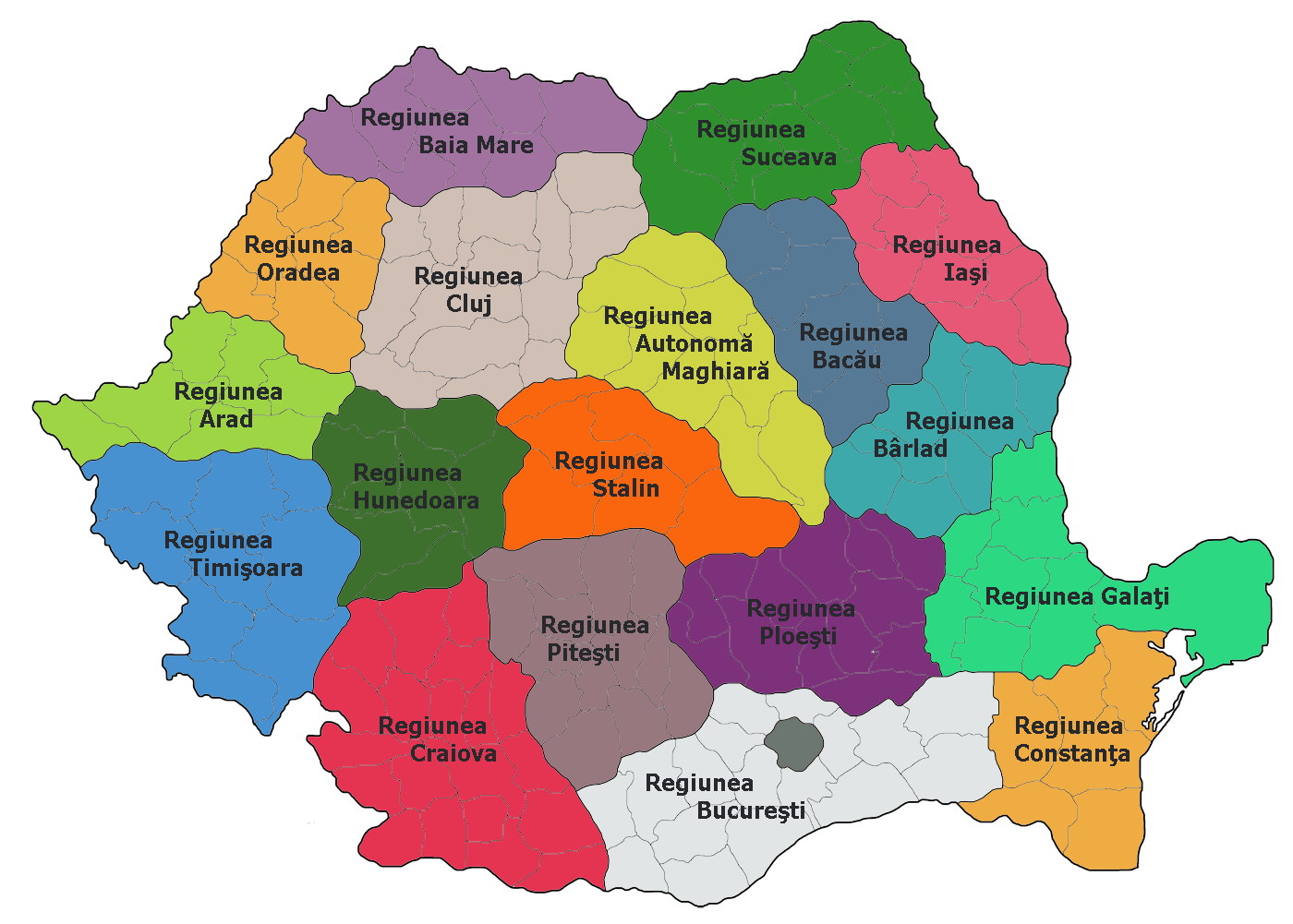
Románia közigazgatási beosztása 1952 és 1956 között

Az 1950. szeptember 6-án életbe lépett 1950/5. számú törvény, amely megszüntette a két világháború között francia mintára kialakított közigazgatási rendszert (falu–község/város–járás–megye) és bevezette a szovjet mintára szervezett területi felosztást (község/város/municípium–rajon–tartomány). A reformot előkészítő szakértői anyagot a román kommunista vezetés részére Moszkvában készítették elő, és a Szovjetunióból már románra fordítva küldték Bukarestbe. A közigazgatási reform keretében Erdély területén 11 tartomány jött létre, amelyből 9 román többségű volt. A négy „székely megyét” két tartományra osztották: Sztálin tartomány Brassó székhellyel (a város nevét 1950-ben Sztálinvárosra változtatták) és Maros tartomány Marosvásárhely központtal. Csík megyét például úgy osztották ketté, hogy Gyergyó vidéke Maros tartományhoz, míg Csík és Udvarhely Sztálin tartományhoz került. A régi Maros megyéhez ugyanakkor a román Balázsfalvát és a vegyes, de román többségű Dicsőszentmártont csatolták.
Szovjet nyomásra 1952. szeptember 21-én létrehozták a Székelyföld nagyobbik részét magába foglaló Magyar Autonóm Tartományt Marosvásárhely székhellyel, ahol a magyarság száma meghaladta a 564 000-et (76,9%).
A 13 500 km2-es területen létrejött autonóm tartományban a székelyföldi magyarok jogai jobban érvényesülhettek, mint Erdély egyéb területein élő magyaroké, de a MAT területén kívüli erdélyi területeken gőzerővel folyt az asszimiláció. A MAT létét ürügyként használva, a szórványban élő magyarságtól megtagadták az alapvető jogokat (például, anyanyelvhasználat az oktatás, bíráskodás, közigazgatás terén), és ez súlyosan érintette a Székelyföldön kívül eső magyar „mikro-régiókat”. ez volt az erdélyi gettósítás.
Az 1956-os forradalom hatására Erdélyben is szervezkedések kezdődtek, amelyeket a Securitate hamar felszámolt, majd tömeges letartóztatások következtek, és 1957-től a hatóságok elkezdték jelentősen korlátozni a MAT közigazgatási jogkörét is. A vezető posztokról fokozatosan leváltották a magyarokat, majd folytatták az anyanyelvű általános, középfokú és egyetemi oktatás sorvasztásával. Ugyanakkor, rengeteg magyar személyt elítéltek, sokan közülük a börtönben haltak meg, másokat szökés közben lőttek agyon. 1958. szeptember 1-jén 10 személyt pedig kivégeztek, közülük 9-en magyarok voltak, nagyobbrészt székelyek.

## Átalakítása
1960. decemberben alkotmánymódosítás történt, és a tartomány határait kormányrendelettel módosították: néhány délnyugati településsel egészítették ki, azonban Sepsiszentgyörgy rajon és Kézdivásárhely rajon visszakerültek a Sztálin tartományból lett Brassó tartományhoz.
A Marosvásárhely központtal létrehozott MAT területén a magyarság aránya 76,9%-ot meghaladta, de az átszervezéssel ez az arány lecsökkent 61,1%-ra, hiszen a MAT helyett létrehozott Maros Magyar Autonóm Tartomány közigazgatási határait úgy alakították ki, hogy minél több románok által is lakott települést csatoltak hozzá, míg magyar községeket csatoltak el, főleg románok által lakott tartományokhoz. Míg a MAT területén a magyarok száma meghaladta az 564 000-et, addig a Maros-Magyar Autonóm Tartomány területén a magyarok száma 473 000-re csökkent, a románok száma 147 000-ről 266 000-re nőtt, az adminisztratív intézkedések nyomán. Mégis a Magyar Autonóm Tartomány fennállásáig nagyobb fokú védelmet nyújtott a Székelyföld magyarjainak, mert az Erdély egyéb területén élő magyarságot egyre jobban visszaszorították, nagy magyar történelmi városaink, mint Kolozsvár, Nagyvárad, Szatmárnémeti stb. elveszítették magyar többségüket és kisebbségbe, sőt később már szórványba szorultak. Az 1968-ban megejtett újabb közigazgatási átszervezés után megközelítőleg Hargita megye, Kovászna megye, és Maros megye egy része alkotja a Székelyföldet.

## Összetétel, elhelyezkedés, népesség
A Magyar Autonóm Tartományt alkotó rajonok korábban Maros tartományhoz (Maros, Gyergyó) és a Brassó központú Sztálin tartományhoz (Csík, Udvarhely, Sepsiszentgyörgy, Kézdivásárhely) tartoztak. Több járás alkotott egy rajont és több rajon alkotott egy tartományt.
A hivatalos nyelv a román és a magyar volt. A tartomány területe 13 550 km², településszerkezetét tekintve 12 város (közte egy tartományi, 11 rajoni jogú), 226 község és 659 falu alkotta magába foglalva a Székelyföld nagy részét. Lakossága 731 387 fő volt, melyből 565 510 fő (77,3%) magyar, arányuk a tíz rajonból nyolcban erős magyar többséget mutatott ki, kettőben pedig román többséget.

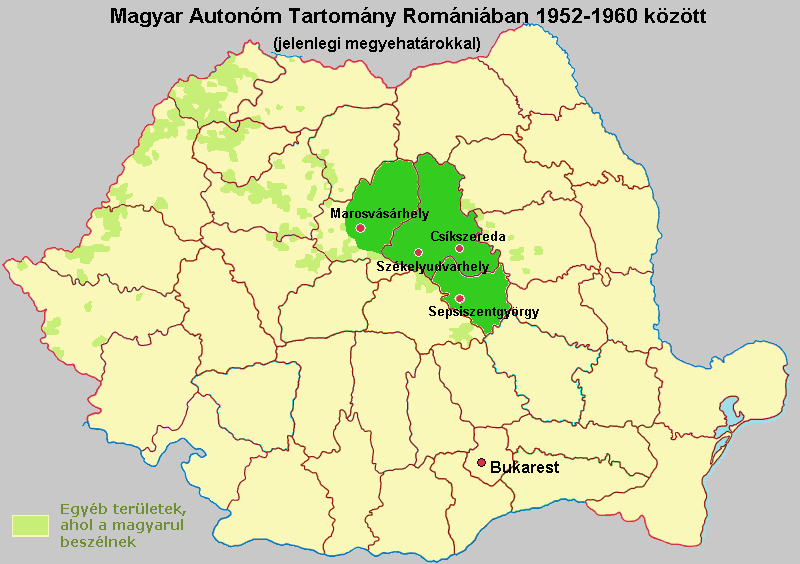

Az 1956-os népszámlálás szerint a lakosság 77,3%-a volt magyar (székely), 20,1% román, 1,5% roma, 0,4% német és 0,4% zsidó.

## A MAT legfelső vezetői
- 1960. február 2.: a Magyar Autonóm Tartomány pártbizottságának bürója: Csupor Lajos első titkár, Bătaga Ioan, Szász Mihály, Szövérfi Zoltán, Molnár János titkárok, Cozma Ioan, Fodor Géza, Jakab István, Török Károly osztályvezetők, Lukács László, a Tartományi Néptanács Végrehajtó Bizottságának elnöke, Gombos Mihály, a Tartományi Pártkollégium elnöke, Király Károly, a Tartományi KISZ első titkára, Csavar Sándor, a Tartományi Szakszervezeti Bizottság elnöke, Vargancsik István, Marosvásárhely város pártbizottságának első titkára, Kovács Mihály, a Tartományi Milícia parancsnoka, Valter István, a Tartományi Pártiskola igazgatója.

## A MAT megítélése
A MAT megítélése a mai napig vitatott. Sokan a sztálini autonómiát kirakatnak, magyar gettónak vagy üvegháznak tekinteték. A kirakat-tézis szerint a MAT nem volt több mint „lényegtelen engedmény az elégedetlen magyar kisebbség felé”, ahogyan a bukaresti brit követ fogalmazott a tartomány létrehozása után. Hasonlóan vélekedtek Robert R. King és Schöpflin György a hetvenes években megjelent tanulmányaikban. Mások pedig éppen ebben látták a székelyföldi magyarság megmaradását, mint tömbmagyarság, mert a MAT-ban működő oktatási és kulturális intézmények, színházak, művelődési házak és néptánc csoportok kiemelkedő szerepet játszottak az archaikus székely identitástudat megőrzésében, ugyanakkor a MAT létrehozása teljesítette Marosvásárhelynek a kulturális-gazdasági központ szerep iránti vágyát, mert ezen időszak alatt olyan fejlett, modern kinézetű „nagyvárossá” kezdett átalakulni, mint a példaként emlegetett és irigyelt Kolozsvár.
Érdekes adalék, hogy Románia lakosságának zöme az 1960 óta eltelt több, mint 50 év alatt nem is hallott arról, hogy a kommunizmus legkeményebb éveiben területi autonómia és „kis magyar világ” létezett a Székelyföldön.